# استین هافگارد نیلسن
استین هافگارد نیلسن (انگلیسی: Stine Hofgaard Nilsen؛ زادهٔ ۲۴ سپتامبر ۱۹۷۹) ورزشکار اسکی آلپاین اهل نروژ است.